# 北維吉尼亞會戰

北維吉尼亞會戰發生於1862年8月至9月，羅伯特·李在半島會戰中的七天戰役得到一定的成果後，決心擊敗侵入維吉尼亞北部的約翰·波普（John Pope）。
約翰·波普在西線戰場中得到一些勝利後，林肯就委任他率領維吉尼亞軍團，進入維吉尼亞並打敗李將軍的北維吉尼亞軍團；波普就把維吉尼亞地利分成四個區:
- 約翰·C·佛利蒙：雪松山（Cedar Mountain）
- 欧文·麦克道尔：拉帕漢諾克（Rappahannock）
- 納撒尼爾·P·班克斯（Nathaniel P. Banks）：雪倫多亞河谷
- 塞繆爾·D·斯特吉斯（Samuel D. Sturgis）：華盛頓特區

波普要做的是保護華盛頓和雪倫多亞河谷（原是南方的），並把南軍趕到戈登維爾（Gordonsville），波普遂派騎兵破壞連接夏洛蒂鎮，戈登維爾和林奇堡的鐵路，但騎兵慢了一步，石牆傑克森的14,000多人已經佔領了戈登維爾。
李將軍在半島會戰中的七天戰役多次吃敗仗，但南軍仍舊頑強抵抗，使軟弱的敵人麥克萊倫信心全失，撤離了維吉尼亞半島。李將軍肯定麥克萊倫不能再進攻維吉尼亞半島後，就趕去援助石牆傑克森，而且同時他都有一個更大型的計劃，因為敵人分散了，他要反擊，把敵軍全部打敗。後來A·P·希爾亦率領12,000人支援傑克森。
6月29日，波普向雪松山推進，希望可以得到一個有利的地點。

## 戰役
1. 雪松山之役（8月9日）
2. 第一次拉帕漢諾克車站之役（8月22日至8月25日）
3. 馬納沙斯車站之役（8月25日至8月27日）
4. 索爾奥費爾水口之役（8月28日）
5. 第二次馬納沙斯之役（8月28日至8月30日）
6. 香第尼之役（9月1日）

## 會戰結束
北軍傷亡人數為14,500；南軍則有9,500人。
約翰·波普大敗，其維吉尼亞軍團亦被徹底消滅；這些勝利鼓勵了李將軍去攻擊馬里蘭州，發動馬里蘭會戰，北維吉尼亞軍團與波多馬克軍團的正式戰事於焉展開。
1. 1 2 3  Eicher, McPherson & McPherson (2001)，第334頁.
2. ↑  U.S. War Dept., Official Records, Vol. 12/1，第139, 262頁.
3. ↑  Eicher, McPherson & McPherson (2001)，第334-335頁
16,054人 (1,724人戰死、8,372人負傷、5,958人失蹤/被俘) according to Eicher.